# Tecnologista
Em termos gerais, o termo Tecnologista nem sempre é usado de forma explícita na mídia (muitas vezes essas pessoas são chamadas de inventores, engenheiros ou empreendedores), ou seja, pessoas que aplicam conhecimento científico para desenvolver tecnologias práticas e inovadoras.
No contexto do Serviço Público, Tecnologista refere-se ao cargo que foi instituído pela Lei 8.961, de 1993, que trata do Plano de Carreiras para a Área de Ciência e Tecnologia da Administração Federal Direta, das Autarquias e das Fundações Federais. O cargo citado é um dos que constitui a carreira de Desenvolvimento Tecnológico que, por sua vez, destina-se a profissionais habilitados a exercer atividades específicas de pesquisa científica e tecnológica  . A carreira possui 20 padrões, organizados em 4 classes.

## Classes
O cargo de Tecnologista*** possui as seguintes classes :
1. Tecnologista Classe Especial (3 Padrões) - Final;
2. Tecnologista Classe C (6 Padrões);
3. Tecnologista Classe B (6 Padrões);
4. Tecnologista Classe A (5 Padrões) - Inicial.
*** No âmbito do Plano de Carreiras para a Área de Ciência e Tecnologia da Administração Federal Direta, das Autarquias e das Fundações Federais.